# Catedral de Sant Miquel de Carcassona
La catedral de Sant Miquel és un temple catòlic situat a la ciutat de Carcassona, al departament francès de l'Aude. Està situada en un antic suburbi de la ciutat, la bastida de Sant Lluís, i es d'estil gòtic llenguadocià. És la seu episcopal de la diòcesi de Carcassona i Narbona des de l'any 1803, quan va substituir la basílica de Sant Nazarí en aquesta funció.

## Història
La seva construcció va començar el 1247 per ordre del rei Sant Lluís, amb la voluntat de substituir un antic santuari destruït durant el setge de la ciutat per Ramon Trencavell II el 1240. Originàriament de dimensions més modestes, l'església es va mostrar ràpidament insuficient per mida i el 1283 començarà la seva ampliació.

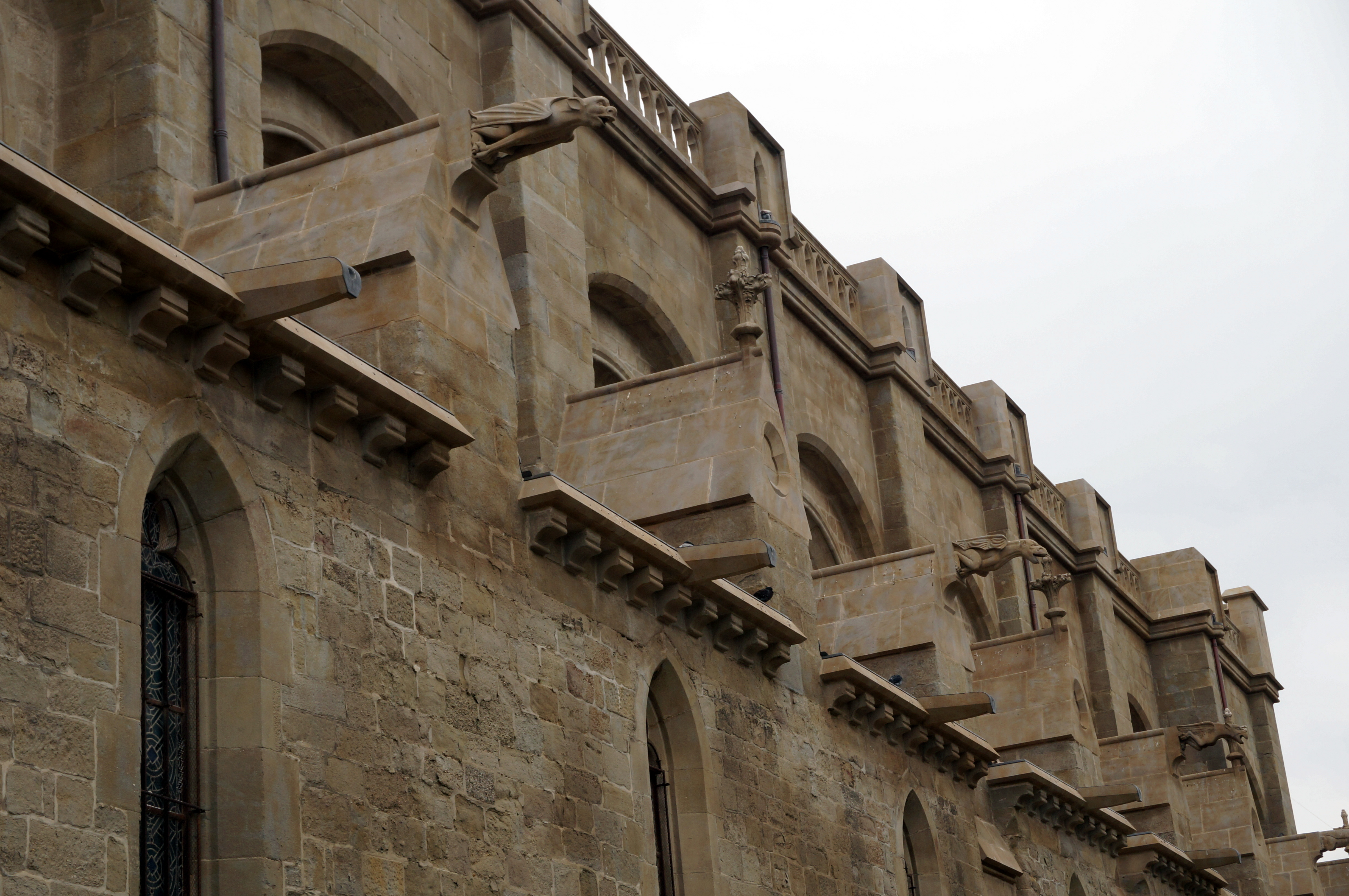
Contraforts exteriors.

Quan la bastida va ser incendiada per les tropes del Príncep Negre l'any 1355, en ple conflicte franco-anglès, l'església de Sant Miquel era un dels únics edificis que encara quedaven en peu, però havent patit terribles danys. Durant la campanya de reconstrucció que va seguir es va decidir incorporar l'església a les noves fortificacions: encara es poden observar alguns vestigis d'aquestes modificacions, sobretot a nivell de l'absis, prop del qual es conserva una torre cilíndrica d'aspecte militar. Al voltant de l'edifici s'hi van perforar séquies de fins a 10 metres d'amplada, abans de ser finalment omplertes i substituïdes al segle xix per un ampli passeig públic.
L'any 1803 es va decidir traslladar la seu episcopal, situada des de l'edat mitjana a la catedral de Sant Nazarí, a l'església de Sant Miquel, que prengué així el títol de catedral. Es van decidir modificacions importants per tal d'adaptar l'edifici a la seva nova funció, però un incendi, que es va produir la nit del 4 al 5 de novembre de 1849, va alterar considerablement l'obra.
Assegurada per l'arquitecte diocesà (càrrec durant el Concordat) Léon Ohnet des de l'any 1850, la direcció de l'obra va ser encarregada l'any 1857 a l'arquitecte Eugène Viollet-le-Duc, que va signar així el seu primer gran projecte a la ciutat de Carcassona.

## Descripció

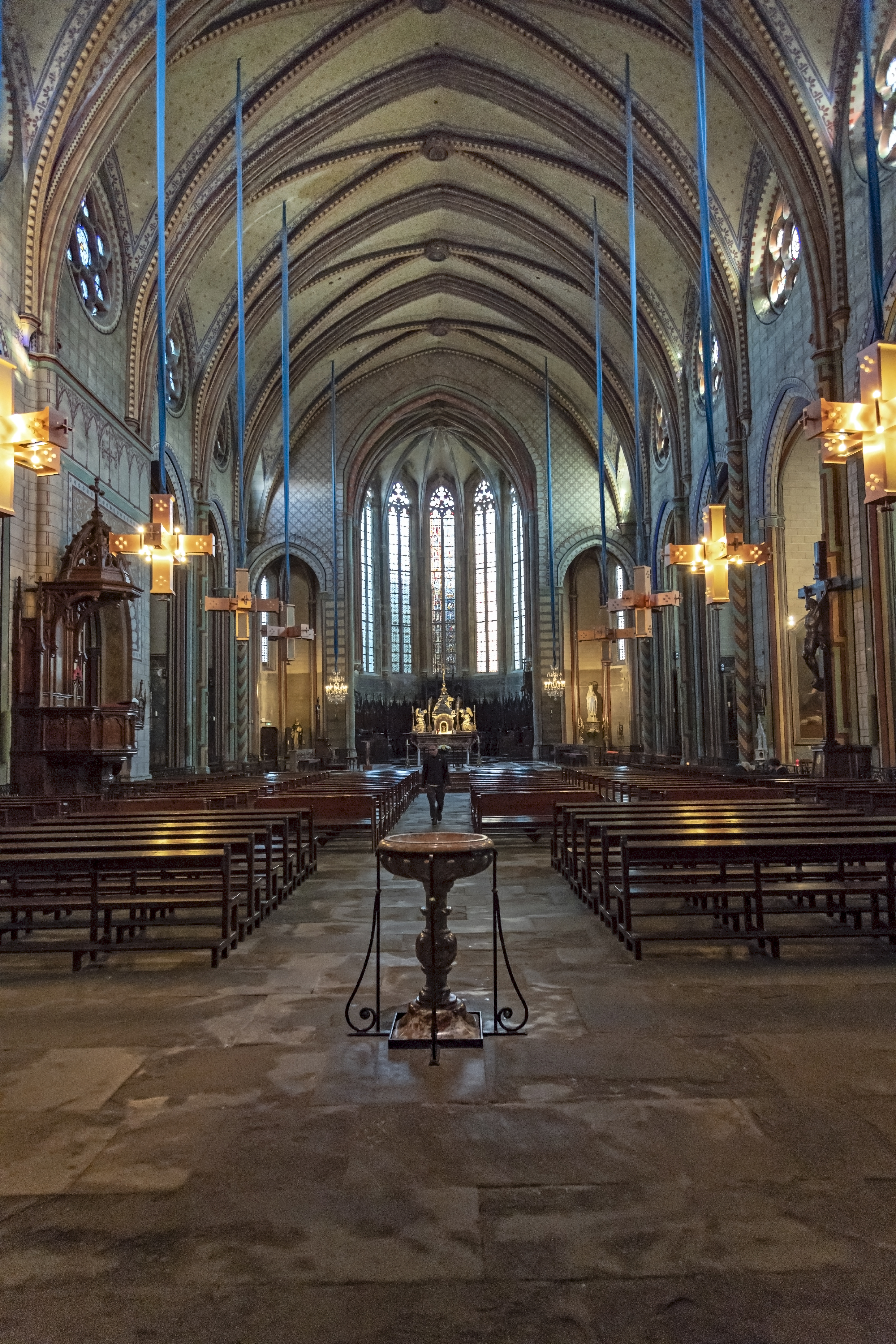
Interior de la nau.

La planta de la catedral es caracteritza per una relativa simplicitat. Forma una sola nau amb vuit tramps flanquejada per diverses capelles laterals, que estan coronades per unes roses afegides per Viollet-le-Duc. El cor del santuari està format per un absis de set vessants, sobre el qual s'empelten dues absidioles. Està travessat per diversos grans finestrals d'estil ogival, que contenen vitralls del segle XIV; aquests vitralls van ser minuciosament restaurats pel mestre vidrier Alfred Gérente, poc després de l'incendi de 1849.
La nau té una alçada de 20 metres i està coberta amb voltes ogivals que es van aixecar des del 1657 fins al 1752 en substitució d'un marc exposat. Les voltes del cor, per la seva banda, daten del segle xiii. La façana, força austera, té com a únic element decoratiu una gran rosassa de 8 metres de diàmetre. Està flanquejada per un campanar de torre força massíssa que forma una base rectangular en tres plantes, abans de canviar a un model octogonal a la seva part superior. El campanar conté vuit campanes.
La catedral de Sant Miquel està classificada com a monument històric des del 12 de juliol de 1886 i els terrenys circumdants estan classificats des del 2 d'agost de 1926.
A partir del 2009 es va beneficiar d'una important campanya de renovació arran del pla de recuperació iniciat per l'Estat.